# Tazobactam
Le tazobactam est une molécule antibiotique de type inhibiteur de bêta-lactamase.

## Mode d'action
Le tazobactam inhibe les bêta-lactamases, enzymes sécrétées par les bactéries pour détruire les bêta-lactamines en ouvrant leur cycle bêta-lactame.